# 어이하나 그대여
《어이하나 그대여》는 대한민국의 록 밴드 송골매가 1988년 5월 1일에 발매한 여덟 번째 정규 음반이다. 이 음반은 송골매의 3기 멤버들이 참여한 작품으로, 1980년대 후반 한국 록 음악의 흐름을 반영하고 있다.

## 배경
1980년대 중반, 송골매는 멤버 교체와 음악적 방향 전환을 겪으며 새로운 전기를 맞이하였다. 특히 1985년 구창모의 탈퇴 이후, 밴드는 새로운 멤버를 영입하여 사운드의 변화를 시도하였다. 이러한 변화는 7집부터 9집까지의 음반에서 두드러지게 나타난다.
《어이하나 그대여》는 기존의 하드 록 중심의 사운드에서 벗어나, 보다 서정적이고 대중적인 록을 지향한 작품으로 평가받는다. 특히 이 음반은 강한 리듬보다 멜로디와 감성적인 요소에 중점을 둔 점에서 이전 작품들과 차별화된다. 멤버 이태윤, 이건태, 김정선 등의 연주적 역량이 돋보이며, 이는 송골매의 음악적 성숙을 보여주는 중요한 사례로 언급된다.
이 음반 발표 이후, 송골매는 《자니 윤 쇼》에 출연하여 수록곡을 소개하였다.

## 평가
| 전문가 평가     | 전문가 평가 |
| 평가 점수       | 평가 점수   |
| 출처            | 점수        |
| --------------- | ----------- |
| 매니아DB        | 긍정적      |
| 네이버 지식백과 | 긍정적      |

《어이하나 그대여》는 1980년대 후반의 한국 록 음악 흐름을 반영한 작품으로 평가받는다. 특히 〈어이하나 그대여〉와 〈나의 모습〉, 〈고추 잠자리〉, 〈외로운 들꽃〉은 당대 대중에게 큰 인기를 끌었다. 또한 이 음반은 송골매의 음악적 변화를 보여주는 중요한 전환점으로 언급되며, 이후의 한국 록 음악에 영향을 끼쳤다.

## 재발매
이 음반은 2001년 8월 11일, CD로 재발매되었으며, 이후 다양한 온라인 음원 플랫폼에서도 서비스되고 있다.

## 곡 목록
- Side B 5번 트랙 〈젊은 조국이여!〉는 건전가요이다.

| #  | 제목                     | 작사·작곡      | 재생 시간 |
| -- | ------------------------ | -------------- | --------- |
| 1. | 〈어이하나 그대여〉      | 이태윤         | 2:39      |
| 2. | 〈나의 모습〉            | 이태윤         | 3:55      |
| 3. | 〈떠나버린 사랑의 노래〉 | 이건태         | 4:04      |
| 4. | 〈사랑은 모두다 그렇게〉 | 배철수         | 3:22      |
| 5. | 〈고추 잠자리〉          | 권오승, 김정선 | 5:07      |

| #  | 제목                  | 작사·작곡      | 재생 시간 |
| -- | --------------------- | -------------- | --------- |
| 1. | 〈외로운 들꽃〉       | 이태윤         | 3:10      |
| 2. | 〈헤어짐〉            | 배철수         | 4:08      |
| 3. | 〈뒤돌아보기 (회상)〉 | 배철수         | 3:45      |
| 4. | 〈탈〉                | 이응수, 라원주 | 5:10      |
| 5. | 〈젊은 조국이여!〉    |                | 2:50      |